# Palimna annulata
Palimna annulata es una especie de escarabajo longicornio del género Palimna, tribu Ancylonotini, orden Coleoptera. Fue descrita por Olivier en 1797.

## Descripción
Mide 17-27 mm de longitud.

## Distribución
Se distribuye por Camboya, China, isla de Borneo, India, Java, Laos, Malasia, Birmania, Sumatra y Tailandia.